# Lopen Isosuo
Lopen Isosuo este o arie protejată (arie specială de conservare — SAC, sit de importanță comunitară — SCI) din Finlanda întinsă pe o suprafață de 138 ha, integral pe uscat.

## Localizare
Centrul sitului Lopen Isosuo este situat la coordonatele 60°37′03″N 24°21′37″E / 60.6175°N 24.3603°E.

## Înființare
Situl Lopen Isosuo a fost declarat sit de importanță comunitară în august 1998 pentru a proteja un număr necunoscut de specii din flora spontană și fauna sălbatică aflate în arealul zonei. Situl a fost protejat și ca arie specială de conservare în aprilie 2015.

## Biodiversitate
Situată în ecoregiunea boreală, aria protejată conține 2 habitate naturale: Turbării active, Mlaștini împădurite.
La baza desemnării sitului se află un număr nedeclarat de specii protejate.